# Typhlops roxaneae
Typhlops roxaneae este o specie de șerpi din genul Typhlops, familia Typhlopidae, descrisă de Van Stanley Bartholomew Wallach în anul 2001.
Este endemică în Thailand. Conform Catalogue of Life specia Typhlops roxaneae nu are subspecii cunoscute.